# New York City Center
Il New York City Center è un teatro di New York specializzato negli spettacoli di danza e nelle commedie musicali.

## Storia
La sala costruita nel 1923 fra la 55ª e la Avenue of the Americas, si chiamava originariamente Mecca Temple, anche perché era costruita in stile neomoresco. Si chiamò poi City Center for Music and Drama. La sala ha una capacità di 2750 posti.
La sala fu la sede della New York City Opera dal 1944 al 1964 e del New York City Ballet dal 1948 al 1966.
Il New York City Center organizza ogni anno due importanti festival: Encores! che ripropone rare commedie musicali, e Fall for Dance Festival dedicato alla modern dance.